# Ohrka
Ohrka ist eine Website mit über 150 kostenlosen Hörspielen und Hörbüchern für Kinder und Familien, die 2012 entstanden ist und sich an Kinder ab 3 Jahren richtet. Auf Ohrka.de können die Hörspiele angehört und heruntergeladen werden. Der Name Ohrka steht für das Ohr als Sinnesorgan und den Orca oder Schwertwal als Zeichen für große Abenteuer. Gezeichnet wurde der Orca mit Kopfhörern im Ohrka-Logo von dem Kinderbuchautor Helme Heine. Ohrka.de ist ein Angebot des gemeinnützigen Vereins „Ohrka - Netzwerk Hörmedien für Kinder e.V.“ oder kurz Ohrka e.V., der 2011 in Berlin gegründet wurde und dessen 1. Vorsitzender der Journalist Michael Schulte ist.
Für Ohrka.de sind einige bekannte Schauspieler engagiert worden. Katharina Thalbach hat die Geschichte Alice im Wunderland in einer neuen Fassung aufgenommen. Außerdem ist sie mit ihrer Interpretation von fünf Märchen der Brüder Grimm zu hören. Anke Engelke hat Das Dschungelbuch in einer neuen Hörbuchfassung für Ohrka eingesprochen. Oliver Rohrbeck, bekannt als Stimme von Justus Jonas aus der Hörspielreihe Die drei ??? und deutsche Stimme von Ben Stiller und Gru in den Minions-Filmen, erzählt fünfzehn Kurzgeschichten in Oskars Abenteuer und zwei Sherlock-Holmes-Fälle nach den Romanen von Arthur Conan Doyle. Stefan Kaminski, vierfacher Gewinner des Deutschen Hörbuchpreises in den Jahren 2007, 2017, 2019 und 2022, liest Jules Vernes Reise zum Mittelpunkt der Erde sowie Gullivers Reisen und die Geschichten von Till Eulenspiegel. KiKA-Moderator Christian Bahrmann, der seit Sendebeginn Kikaninchen moderiert, hat einige von insgesamt 100 Märchen in neuen Hörbuch-Fassungen für Ohrka aufgenommen.
Weitere Ohrka-Hörspiele sind unter Beteiligung von Sendung-mit-der-Maus-Erfinder Armin Maiwald, der früheren Tatort-Ermittlerin Petra Schmidt-Schaller, der Kakadu-Stimme (Deutschlandfunk Kultur) Cathlen Gawlich, Thalia-Schauspieler Tilo Werner, Grimme-Preisträger Gerd Wameling und bekannten Synchronsprecherinnen und -sprechern wie Uta Hallant (deutsche Stimme von Audrey Hepburn), Simon Jäger (deutsche Stimme von Matt Damon), Nico Sablik (Synchronstimme von Harry Potter) und David Nathan (Synchronstimme von Johnny Depp und Christian Bale) entstanden.
Neben Stefan Kaminski sind drei weitere Ohrka-Stimmen Preisträger des Deutschen Hörbuchpreises. Katharina Thalbach erhielt diese Auszeichnung im Jahr 2014, Oliver Rohrbeck 2016 und Cathlen Gawlich ebenfalls 2016. Petra Schmidt-Schaller hat außerdem 2018 die Goldene Kamera und 2021 den Deutschen Fernsehpreis jeweils als beste Schauspielerin erhalten.
In den Jahren 2011 bis 2014 wurde Ohrka durch die Beauftragte der Bundesregierung für Kultur und Medien sowie vom Bundesministerium für Familie, Senioren, Frauen und Jugend und von der Bundeszentrale für politische Bildung gefördert. Weitere Förderungen gab es von 2015 bis 2017 durch die Beauftragte der Bundesregierung für Kultur und Medien.

## Auszeichnungen
- 2013: Pädagogischer Medienpreis[11]
- 2022: „Seitenstark-Gütesiegel Digitale Kindermedien“, Auszeichnung von Seitenstark e.V. und Bundesministerium für Familie, Senioren, Frauen und Jugend[12]